# Rakacaszend
Rakacaszend is een plaats (község) en gemeente in het Hongaarse comitaat Borsod-Abaúj-Zemplén. Rakacaszend telt 379 inwoners (2001).
Op de heuvel een Romaans kerkje, gebouwd in de 12e eeuw, vergroot in de 13e.